# وزير الشؤون الأوروبية (الدنمارك)
وزير الشؤون الأوروبية (بالدنماركية: Europaminister) كان لقبًا وزاريًا يتعلق بالشؤون الأوروبية، تأسس المنصب في 21 سبتمبر 1966 م، قبل أن يتم إلغاؤه رسميًا في 3 فبراير 2014 م.
كان أول وزير هو تايج داهلغارد، أما آخر الوزراء فهو نيك هيكروب.